# Журавлев (Краснодарский край)
Журавлев — хутор в Гулькевичском районе Краснодарского края России. Входит в состав Скобелевского сельского поселения.

## География

### Улицы
- ул. Красная,
- ул. Молодёжная[4].

## Население
| 2002 | 2010 |
| ---- | ---- |
| 204  | ↗209 |